# Drew Doughty
Drew Doughty (London, 8 dicembre 1989) è un hockeista su ghiaccio canadese professionista che gioca nel ruolo di difensore per i Los Angeles Kings, con cui ha vinto le Stanley Cup 2012 e 2014.

## Palmarès

### Club
- Stanley Cup: 2

Los Angeles: 2011-12, 2013-14

### Nazionale
- Giochi olimpici: 2

Vancouver 2010, Soči 2014
- Campionato mondiale di hockey su ghiaccio Under-20: 1

Rep. Ceca 2008